# Уэрнсайд
Уэрнсайд (англ. Whernside) — самая высокая среди гор в Йоркшир-Дейлс и в графстве Северный Йоркшир. Входит в состав трёх пиков Йоркшира.
Гора имеет относительную высоту 408 метров и абсолютную — 736 метров. Имеет вытянутую с севера на юг форму.